# تشاد كوومبيس
تشاد كوومبيس (بالإنجليزية: Chad Coombes)‏ (9 سبتمبر 1983 بهاميلتون في نيوزيلندا - ) هو لاعب كرة قدم نيوزلندي في مركز الوسط. شارك مع منتخب نيوزيلندا لكرة القدم. أما مع النوادي، فقد لعب مع نادي أوكلاند سيتي ووايتاكيري يونايتد وسنترال يونايتد وWaiBOP United ‏ وNorth Shore United AFC ‏ وMelville United AFC ‏ وFleet Town F.C. ‏ وFootball Kingz FC ‏ وHamilton Wanderers AFC ‏ وNew Zealand Knights FC ‏.

## وصلات خارجية
- تشاد كوومبيس على موقع الاتحاد الدولي (مؤرشف)  (الإنجليزية)
- تشاد كوومبيس على موقع قاعدة بيانات كرة القدم.إي يو (الإنجليزية)
- تشاد كوومبيس على موقع ناشيونال فوتبول تيمز (الإنجليزية)
- تشاد كوومبيس على موقع Soccerway.com (الإنجليزية)
- تشاد كوومبيس على موقع عالم كرة القدم.نت (الإنجليزية)